# フェデリコ・ボナッツォーリ
フェデリコ・ボナッツォーリ（Federico Bonazzoli, 1997年5月21日 - ）は、イタリア・ロンバルディア州ブレシア県マネルビオ出身のサッカー選手。USサレルニターナ1919所属。ポジションはフォワード。

## 経歴
7歳の時にインテルナツィオナーレ・ミラノに加入した。2014年5月18日、キエーヴォ・ヴェローナ戦でセリエAデビューを飾った。16歳11ヵ月27日でのデビューはセリエAでマッシモ・ペッレグリーニに次ぐ2番目の若さだった。
2015年2月2日、UCサンプドリアに450万ユーロで移籍したが、シーズン終了まで期限付き移籍という形でインテルに残った。
2016年1月21日、SSヴィルトゥス・ランチャーノ1924に期限付き移籍した。7月22日にはブレシア・カルチョに期限付き移籍。

## プレースタイル
自身のプレースタイルをズラタン・イブラヒモビッチに形容している。またインテルファンにはフィジカルとテクニックをクリスティアン・ヴィエリにたとえられていた。